# Eupithecia sincera
Eupithecia sincera är en fjärilsart som beskrevs av Brandt 1938. Eupithecia sincera ingår i släktet Eupithecia och familjen mätare. Inga underarter finns listade i Catalogue of Life.